# Esthétique de la communication
Pour les articles homonymes, voir Esthétique (homonymie).
 (novembre 2015).
L'esthétique de la communication est une théorie artistique (esthétique), voire une pratique de l'art contemporain, liée au mouvement artistique de l'art sociologique.

## Historique
En 1983, à Salerne (Italie), Fred Forest crée en collaboration avec Mario Costa le Groupe international de recherche de l'esthétique de la communication. Cette pratique artistique s'inscrit dans le prolongement du Collectif de l'art sociologique (1974-1980).
Fred Forest publie le Manifeste de l'esthétique de la communication et réalise un travail de thèse sur l'art sociologique et l'esthétique de la communication, dont la soutenance, en 1985, se voit transformée en performance vidéo. Dans les semaines qui suivent la création du collectif, les artistes et théoriciens suivants se joignent au groupe : Roy Ascott, Jean-Claude Anglade, Roberto Barbanti, Stéphan Barron, Bure Soh, Marc Denjean, Eric Gidney, Jean-Pierre Giovanelli, Philippe Hélary, Nathan Karczmar, Derrick de Kerckhove, Tom Klikowstein, Jean-Marc Philippe, Michel Saloff-Coste, Christian Sevette, Wolfgang Ziemer-Chrobatzek[réf. nécessaire].

## Objectifs
L'objectif de l'esthétique de la communication, et ainsi des performances-actions de Fred Forest, est de montrer en quoi les nouvelles technologies de communication et transmission de données, en somme la société de l'information, modifient notre rapport au réel, à la réalité, au temps et à l'espace, faisant appel à des notions telles que : l'ubiquité, l'immédiateté, le temps réel, les réseaux, l'action à distance. Ce mouvement questionne des problématiques liées à notre perception du temps et de l'espace, à l'art comme modèle de simulation face aux pouvoirs - l'esthétique de la communication se situe au-delà des systèmes marchand et institutionnel de l'art - à la réalité comme activité symbolique et esthétique, prônant enfin une esthétique de la relation, de l'échange.